# Jacques-Cartier (ancienne circonscription fédérale)
Pour les articles homonymes, voir Jacques Cartier (homonymie).
Jacques-Cartier fut une circonscription électorale fédérale du Québec, située sur l'île de Montréal.
C'est l'Acte de l'Amérique du Nord britannique de 1867 qui créa ce qui fut appelé le district électoral de Jacques-Cartier. Après plusieurs démantèlements, la circonscription sera abolie en 1952, année où  elle adopta le nom de Jacques-Cartier—Lasalle.

## Géographie
En 1867, la circonscription comprenait:
- Les paroisses de Lachine, Pointe-Claire, Sainte-Anne, Sainte-Geneviève et Saint-Laurent
- Les îles en périphéries de la circonscription, dont l'Île Bizard

En 1892, la circonscription comprenait:
- L'ensemble de la circonscription précédente
- Le village de Dorval, Côte-des-Neiges, Côte-Saint-Paul, Notre-Dame de Grâce, Verdun et Outremont
- Les paroisses de Saint-Raphaël de l'Île Bizard, Côte Saint-Paul et Notre-Dame-des-Neiges Ouest

En 1914, la circonscription perdit aux dépens de Laurier—Outremont
- Les villes de Verdun, d'Outremont et de Mont-Royal
- Le quartier de Côte-des-Neiges et de Mont-Royal

En 1933, la circonscription comprenait:
- Les municipalités de Dollard-Des Ormeaux, Pointe-Claire, Saint-Laurent, Sainte-Anne-de-Bellevue, Baie-D'Urfé, Beaconsfield, Dorval, L'Île-Dorval, Roxboro et de Mont-Royal
- Une partie des villes de Montréal-Ouest et de Saint-Pierre
- Une partie de la ville de Lachine, non comprise dans la circonscription de Mount Royal
- Les villages de Senneville, Sainte-Geneviève, Sainte-Geneviève-de-Pierrefonds, Saraguay, Côte-Saint-Luc et Saint-Raphaël de l'Île Bizard
- Une partie de l'ouest de la ville de Montréal

## Députés
1. 1867-1872 — Guillaume Gamelin Gaucher, Conservateur
2. 1872-1878 — Rodolphe Laflamme, Libéral
3. 1878-1895 — Désiré Girouard, Conservateur
4. 1895¹-1896 — Napoléon Charbonneau, Libéral
5. 1896-1914 — Frederick Debartzch Monk, Conservateur
6. 1915¹-1917 — Joseph Adélard Descarries, Conservateur
7. 1917-1922 — David Arthur Lafortune, Libéral
8. 1922¹-1930 — Théodule Rhéaume, Libéral
9. 1930-1935 — Georges-Philippe Laurin, Conservateur
10. 1935-1939 — Léon-Vital Mallette, Libéral
11. 1939¹-1949 — Elphège Marier, Libéral
12. 1949-1953 — Edgar Leduc, Indépendant (député jusqu'en 1957)

Nouvelle circonscription de Jacques-Cartier—Lasalle